# Tramlijn Veghel - Veghel haven
De Tramlijn Veghel - Veghel haven is een voormalige goederen-tramlijn tussen Veghel en Veghel-Haven aan de Zuid-Willemsvaart, dat het industrieterrein Oude Haven verbond met de kern van Veghel.

## Geschiedenis
De lijn werd op 20 januari 1885 geopend door de CFPN, een maatschappij die ook al de Tramlijn Veghel - Oss in bezit had. Op 11 februari 1899 werd deze lijn overgenomen door de Stoomtramweg-Maatschappij 's-Bosch - Helmond ('sBH) (later hernoemd naar Stoomtram 's-Hertogenbosch - Helmond - Veghel - Oss (HHVO)) en kwam uiteindelijk terecht bij BBA. De tramlijn heeft tot 15 november 1939 dienstgedaan voor het vervoer van goederen. Daarna is hij gesloten en opgebroken.